# Joann Sfar
Joann Sfar, född 28 augusti 1971 i Nice, är en fransk serieskapare och filmregissör. Han är bland annat känd som medskapare av fantasyserien Donjon och skapare av Rabbinens katt. Den sistnämnda bearbetades även till animerad långfilm, i regi av Sfar själv. Han regisserade 2010 den prisbelönta biografiska filmen Gainsbourg – ett legendariskt liv.
Sfar har sedan seriedebuten i början av 1990-talet skapat och medverkat i produktionen av ett stort antal tecknade serier för ett antal olika förlag. Hans egen teckningsstil är ofta snabb och spontant slarvig, medan manusen ofta är påverkade av Sfars intresse för filosofi. Både Rabbinens katt och Klezmer är inspirerade av Joann Sfars judiska rötter och judarnas historia. 2003 vann han pris på den 30:e seriefestivalen i Angoulême.
Ett fåtal av Joann Sfars verk har översatts till svenska, bland annat två seriealbum i fantasyserien Donjon och ett samlingsalbum med 3/5 av albumserien Rabbinens katt.

## Biografi

### Bakgrund
Joann Sfar är född i en fransk-judisk familj. På faderns sida härstammar han från judarna i det franska Algeriet, på moderns sida från judar från Ukraina.
Efter kurser i filosofi på universitetet i Nice avslutade Sfar sin utbildning på konstskolan École nationale supérieure des Beaux-Arts i Paris. Där hade han studerat  morfologi, något som influerat honom i skapandet av hans Les Carnets de Joann Sfar.

### Tidig seriekarriär
Efter filosofikurserna i Nice (se ovan) inledde Sfar sin professionella seriekarriär efter att ha först ha fått kontakt med förlaget Delcourt. Till att börja med presenterade han sig som manusförfattare, och han uppmärksammades snart för sin berättarkänsla. Han jämfördes med tidningstecknare och humortecknare, och själv sa han att han inspirerades av serieskapare som Fred (absurdistiska och fantastiska äventyr) och Hugo Pratt (litterärt påverkade äventyr).
Under det följande decenniet etablerade sig Joann Sfar som en mycket produktiv och mångsidig serieskapare, via serieprojekt med olika serieskapare och för olika förlag. Han påbörjade en mängd serier som helt eller delvis kom att tas över av andra, och den enda gemensamma nämnaren mellan de olika projekten och stilarna tycktes vara Sfar själv. Under åren har han kommit att motta en stor mängd priser och utmärkelser, inklusive 2003 års 30-årspris vid jubilerande seriefestivalen i Angoulême.
Sfar har arbetat med olika sorters projekt för sina olika förlag. Hos Delcourt har han producerat seriemanus som utmärkts för sin berättarlust. Hos L'Association har han tecknat okonventionella serieberättelser med en helt egen, spontan och halvfärdig teckningsstil. Han har liknats vid tidnings- och humortecknare som Ronald Searle, Jean-Jacques Sempé och inte minst Quentin Blake – illustratör till Roald Dahls berättelser.
Joann Sfar använder både sin kulturella bakgrund och sin nyfikenhet på kulturer och idéer i sina serier. Via bland annat Rabbinens katt har han nått en publik långt utanför den vanliga serievärlden.

### Produktiv och rastlös
Sfar har visat sig rastlös i sitt serieskapande. Han har sällan avslutat de många serier han påbörjat utan i många fall lämnat över tecknandet och/eller manusförfattandet till andra. Under resans gång har han via sina serier luftat personliga åsikter eller funderingar kring en mängd olika ämnen, från manlighet och kvinnlighet, Gud, konsten, politik, historien, filosofi och litteratur till film, musik och kulturen i de många länder som han besökt eller intresserat sig för.

### Fler aktiviteter
2004–05 skrev Sfar den fasta veckokolumnen Mon cahier d'éveil ('Noter om mitt uppvaknande') i Charlie Hebdo.
Sfar har skrivit om filosofi. Candide och Le banquet (éditions Bréal) presenterar filosofiska kommentarer.
Han är också musiker. Han spelar främst ukulele, liksom sin seriekollega Lewis Trondheim. Sfar och Mathias Malzieu – sångare i gruppen Dionysos – har framträtt tillsammans. Han har också tecknat ett antal skivomslag för Dionysos och producerat gruppens musikvideo "Tes lacets sont des fées". Tillsammans med Kerascoët har han också producerat Thomas Fersens video "Hyacinthe".
Från 18 februari 2013 hördes Sfar i radioprogrammet Downtown på franska radiokanalen France Inter. Där presenterade han en konstnärlig krönika med namnet "Vous voyez le tableau" ('Ser ni tavlan där …').

### Förlagsaktiviteter
Joann Sfar har varit förlagsredaktör hos Bréal. Där ansvarade han fram till 2005 för utgivningen av barn- och ungdomsböcker under förlagsetiketten "Bréal Jeunesse". Böckerna, som på grund av ämnesvalen refuserats hos andra förlag, innehåller teman som religion, ateism och mödom. 2003 publicerade man Sfars egen Monsieur Crocodile a beaucoup faim (översatt till svenska som Herr Krokodil är mycket hungrig), en barnbok där man beskrev moraliska frågeställningar kring köttätande. 12 böcker gavs ut på Bréal Jeunesse, innan ekonomin hos det lilla förlaget satte stopp för den här utgivningen.
2005 utnämndes Sfar till förlagsredaktör för den nya förlagsetiketten "Bayou" hos förlaget Gallimard.

### Film
Joann Sfar har arbetat med två filmer som regissör. 2010 kom Gainsbourg, vie héroique (svenska: Gainsbourg – ett legendariskt liv), en biografisk film om den franske artisten och musikskaparen Serge Gainsbourg. Året efter hade den animerade filmversionen av Sfars egen tecknade serie Rabbinens katt premiär, och i den filmen delade Sfar regissörskapet med Antoine Delesvaux.
Båda Sfars filmer har blivit uppmärksammade och prisbelönta. Rabbinens katt-filmen nådde visserligen medelmåttiga publikframgångar på bio med 423 000 tittare på fem veckors visningar, men filmen belönades med priset för bästa animerade långfilm vid Annecys internationella festival för animerad film och fick motsvarande pris på 2012 års Césarpriser. Gainsbourg-filmen vann 2011 tre Césarpriser, bland annat priset för bästa debutfilm.

### Familj
Joann Sfar är sambo med Sandrina Jardel, med vilken han har två barn. Hon är själv serieskapare/manusförfattare och bidrog bland annat till manuset för filmatiseringen av Rabbinens katt.

## Mottagande och utmärkelser
Sfar har blivit föremål för en mängd författarporträtt och artikelsamlingar i olika facktidskrifter. Han har likaså fått motta ett stort antal priser och utmärkelser, som 2004 års specialpris vid seriefestivalen i Angoulême och de två César-priserna för sina två första filmer.

## Verk
(böckerna är på franska, om ej annat nämns)

### Seriealbum
- Les Aventures d'Ossour Hyrsidoux, förlaget Cornélius (Paris). 2 album 1994 och 1995.
- Le Borgne gauchet au centre de la terre, L'Association 1995. ISBN 2909020517.
- Petrus Barbygère (bild), tillsammans med Pierre Dubois (text), Delcourt (Paris). 2 album 1996–97, samlat i ett album 1998.
- Les Potamoks (text), tillsammans med José Luis Munuera (bild), Delcourt. 3 album 1996–97.
- Troll (text), tillsammans med Jean-David Morvan (text) och Olivier Boiscommun (bild), Delcourt. 3 album 1996–99. Från och med album 4 deltar inte Sfar längre i produktionen.
- La Fille du professeur (text), tillsammans med Emmanuel Guibert (bild), Dupuis (Marcinelle, Belgien) 1997. ISBN 2-80013-454-2.
- Paris-Londres, Dargaud (Paris) 1998. ISBN 2-84414-114-5.
- Le Petit monde du Golem, L'Association 1998. ISBN 2-90902-098-3.
- Noyé le poisson, L'Association (Paris) 1994. ISBN 2909020894.
- Donjon (text, bild till de 3 första volymerna i delserien "Donjon Crépuscule"), tillsammans med Lewis Trondheim (text, bild till de 4 första albumen i delserien "Donjon Zénith"), Delcourt, 41 album 1998–2014 (oavslutad). Sfars bidrag till serien gjordes 1999–2002.
  - Donjon, del 1: Ankhjärta, Komika förlag 2006. ISBN 91-975919-0-4. (svenska)
  - Donjon, del 2: Slagsmålskungen, Komika förlag 2006. ISBN 91-975919-7-1. (svenska)
- Merlin (text), tillsammans med José-Luis Munuera (bild), Dargaud. 4 album åren 1999–2001. Därefter lämnade Sfar serien, som sedan dess har manus av Jean-David Morvan.
- Professeur Bell, Delcourt. 5 album 1999–2006. De 3 sista tecknades av Hervé Tanquerelle efter Sfars manus.
- Petit Vampire, Delcourt. 7 album 1999–2005.
- Sardine de l'espace (bild), tillsammans med Emmanuel Guibert (text), Bayard Presse (Paris). 8 album 2000–03. Från och med album 9 fortsatte Guibert serien på egen hand, så småningom med Mathieu Sapin som tecknare.
- La Ville des mauvais rêves (text och bild), tillsammans med David B. (bild), Dargaud. Albumet Urani år 2000. ISBN 2-205-04795-7.
- Pascin, L'Association. 7 album 2000–05.
- Les Olives noires (text), tillsammans med Emmanuel Guibert (bild), Dupuis. 3 album 2001–03.
- Le Minuscule Mousquetaire, Dargaud. 3 album 2001–06.
- Grand Vampire, Delcourt. 6 album 2001–05.
- Les Carnets de Joann Sfar. 9 album 2002–08, varav de 5 första hos L'Association och de 4 sista hos Delcourt.
- Le Chat du rabbin, Dargaud. 5 album 2002–06.
  - Rabbinens katt, Egmont Kärnan 2007 (tryckt oktober 2006). Samlingsvolym med de tre första franska albumen. (svenska)
- Socrate le demi-chien (text), tillsammans med Christophe Blain (bild), Dargaud. 3 album 2002–09.
- Klezmer, Gallimard (Paris). 4 album 2005–12.
- L'Homme-arbre, Denoël Graphic (Paris). 2 album 2005–06.
- La Vallée des merveilles, Dargaud. Albumet Chasseur-cueilleur år 2006. ISBN 978-2205058659.
- Le Bestiaire amoureux, Delcourt. 4 album – alla 2007.
- Le Petit prince (efter Antoine de Saint-Exupéry), Gallimard 2008.
  - Lille prinsen, Epix 2011. ISBN 9789170890956. (svenska)
- L'Ancien temps, Gallimard. Albumet Le roi n'embrasse pas år 2009. ISBN 978-2070618194.
- Chagall en Russie, Gallimard. 2 album 2010–11.
- Les Lumières de la France, Dargaud. Albumet La comtesse éponyme år 2011. ISBN 9782205067064.
- Tokyo, Dargaud, 2012. ISBN 9782205064773.
- Jeangot (text), tillsammans med Clément Oubrerie (bild), Gallimard. Albumet Renard Manouche år 2012. ISBN 9782070649846.

### Romaner, noveller och illustrationer
- La Petite bibliothèque philosophique de Joann Sfar, Bréal. Två filosofiska och illustrerade kommentarböcker, om Platon (2002) och Voltaire (2003).
- Orang-outan (illustrationer), tillsammans med Sandrina Jardel (text), Bréal 2003.
- Monsieur Crocodile a beaucoup faim (text och illustrationer), Bréal 2003.
  - Herr Krokodil är mycket hungrig, Epix 2012. ISBN 9789170895104. (svenska)
- L'Atroce abécédaire (text och illustrationer), Bréal 2003.
- La Sorcière et la petite fille (text och illustrationer), Bréal 2004.
- Brassens, (illustrationer till Georges Brassens sånger), Gallimard 2011.
- Brassens ou la liberté (illustrationer), tillsammans med Clémentine Deroudille (text), Dargaud 2011.
- L’Éternel, Albin Michel 2013.

### Konstböcker
- Gainsbourg (hors champ), Dargaud 2009 (451 sidor). ISBN 978-2205064315.
- Gainsbourg (images), Dargaud 2009 (46 sidor). ISBN 978-2205064308.

### Filmer
- Gainsbourg – ett legendariskt liv (franska: Gainsbourg, vie héroïque), med fransk biopremiär 20 januari 2010.
- Rabbinens katt (franska: Le Chat du rabbin), med fransk biopremiär 1 juni 2011.

### Övriga samarbeten (urval)
- "Un Vampire à New-York" (text), tillsammans med Yoann  (bild), i Vampires del 1, Carabas 2001.
- "Le Tôkyô de Oualtérou", i Japon, antologi med Frédéric Boilet som redaktör, Casterman 2005.
- Albumsillustrationer och musikvideor till musikgruppen Dionysos.
- Regi av musikvideon till låten "Hyacinthe" på Thomas Fersens album Le Pavillon des fous.